# Sergio Hernández (autocoureur)

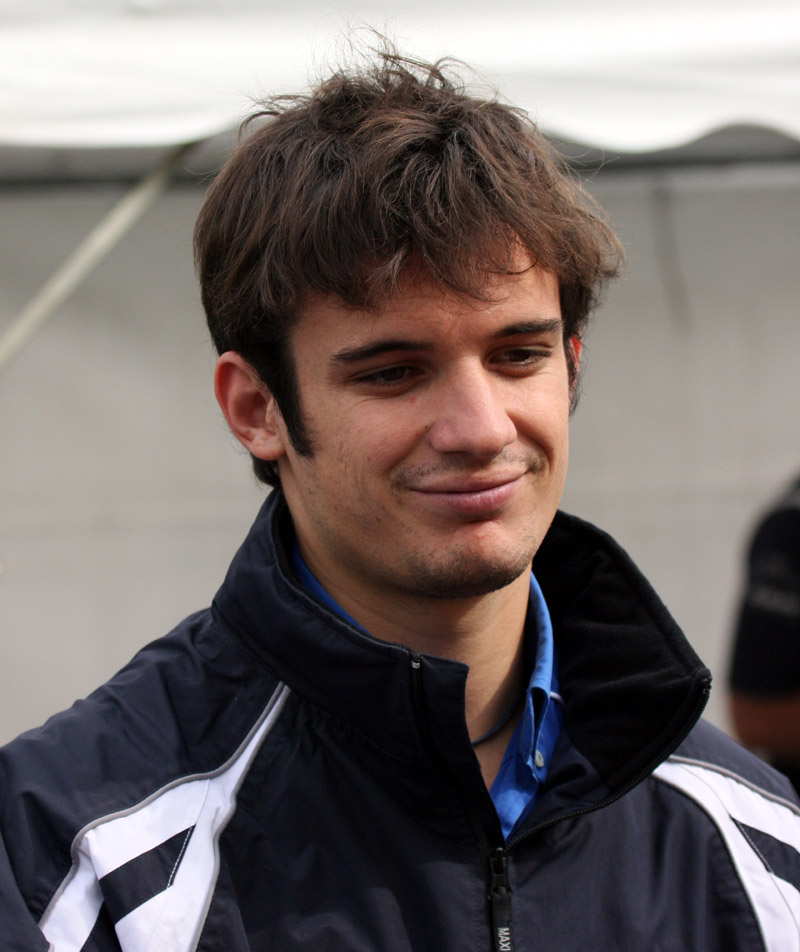
Sergio Hernández

Sergio Hernández von Reckowski (Jávea, Spanje, 6 december 1983) is een Spaans autocoureur die anno 2009 in het WTCC rijdt.

## Loopbaan
De carrière van Hernández startte met het karten in 1998, waar hij tot 2001 bleef om vervolgens over te stappen naar de Portugese Formule BMW. Later dat jaar reed hij ook in de Spaanse Formule SuperToyota en reed nog altijd in sommige kartevenementen, maar hij stopte hiermee begin 2002. In 2002 debuteerde hij in de Spaanse Formule 3 voor het team Azteca, waar hij ook in 2003 zou blijven. In 2003 reed hij ook voor Azteca in de Britse Formule 3 in enkele races. Hij reed ook een deel van de World Series Light.
Hij reed ook in 2004 in de Spaanse Formule 3 en stapte hierbij over naar Campos. Hij kreeg ook een voorproefje van de World Series by Nissan, waar hij een gedeelte van het seizoen reed voor het team Saulnier. In 2005 reed hij in de GP2 voor Campos, samen met Juan Cruz Álvarez, maar scoorde hierin weinig punten. In 2006 stapte hij over naar Durango, met als teamgenoot Lucas Di Grassi, maar ook hier waren goede resultaten schaars.
In 2007 reed Hernández voor Proteam Motorsport in een BMW in de WTCC. Hij reed ook de seizoensfinale van de GP2 voor het team Trident Racing, waarbij hij Ricardo Risatti verving, die op zijn beurt weer de geblesseerde Pastor Maldonado verving. In 2008 bleef hij voor Proteam rijden in de WTCC, waarbij hij de Independents Trophy won. In 2009 ging hij naar het Italiaans-Spaanse BMW team, waar hij Félix Porteiro verving.

## GP2 resultaten
| Jaar | Inschrijving   | 1          | 2          | 3          | 4          | 5          | 6          | 7          | 8          | 9          | 10         | 11         | 12         | 13         | 14         | 15         | 16         | 17         | 18         | 19         | 20         | 21         | 22         | 23         | Rang | Punten |
| ---- | -------------- | ---------- | ---------- | ---------- | ---------- | ---------- | ---------- | ---------- | ---------- | ---------- | ---------- | ---------- | ---------- | ---------- | ---------- | ---------- | ---------- | ---------- | ---------- | ---------- | ---------- | ---------- | ---------- | ---------- | ---- | ------ |
| 2005 | Campos Racing  | SMR FEA 11 | SMR SPR 8  | ESP FEA NF | ESP SPR 18 | MON FEA 8  | EUR FEA 15 | EUR SPR 5  | FRA FEA 13 | FRA SPR 14 | GBR FEA 16 | GBR SPR 12 | GER FEA NF | GER FEA 19 | HUN FEA NF | HUN SPR 18 | TUR FEA NF | TUR SPR NC | ITA FEA NF | ITA SPR 7  | BEL FEA NF | BEL SPR 20 | BHR FEA 15 | BHR SPR 18 | 20   | 3      |
| 2006 | Durango        | VAL FEA NF | VAL SPR NF | SMR FEA NF | SMR SPR 13 | EUR FEA 12 | EUR SPR NF | ESP FEA NF | ESP SPR 13 | MON FEA 8  | GBR FEA 10 | GBR SPR EX | FRA FEA 14 | FRA SPR 11 | GER FEA 10 | GER FEA NF | HUN FEA NF | HUN SPR NF | TUR FEA 11 | TUR SPR 10 | ITA FEA 13 | ITA SPR NF |            |            | 23   | 1      |
| 2007 | Trident Racing | BHR FEA    | BHR SPR    | ESP FEA    | ESP SPR    | MON FEA    | FRA FEA    | FRA SPR    | GBR FEA    | GBR SPR    | EUR FEA    | EUR SPR    | HUN FEA    | HUN SPR    | TUR FEA    | TUR SPR    | ITA FEA    | ITA SPR    | BEL FEA    | BEL SPR    | VAL FEA NF | VAL FEA 19 |            |            | 36   | 0      |